# Adiantopsis seemannii
Adiantopsis seemannii là một loài thực vật có mạch trong họ Adiantaceae. Loài này được (Hook.) Maxon miêu tả khoa học đầu tiên năm 1939.